# Eduard Simon (Apotheker)
Johann Eduard Simon (* 18. September 1789 in Berlin; † 19. Juni 1856 ebenda) war ein deutscher Apotheker und Chemiker.

## Leben
Simon absolvierte bei Valentin Rose d. J. eine Apothekerlehre. Danach übernahm er 1814 die Apotheke Zum Goldenen Bär in der Spandauer Straße 33 in Alt-Berlin von Wilhelm Friedrich. In dieser Apotheke hatten im vorhergegangenen Jahrhundert schon die berühmten Apotheker-Chemiker Andreas Sigismund Marggraf und Martin Heinrich Klaproth gewirkt. Ab 1851 wurde die Apotheke von Johann Eduard Simons Sohn Carl Eduard Simon weitergeführt.
Vor dem Aufkommen der pharmazeutischen Industrie mussten die Apotheker ihre Salben, Pasten, Pülverchen und Tinkturen weitestgehend selbst aus Naturprodukten herstellen. Unter anderem hatte Simon im Jahre 1835 Styrax erworben, das Harz des Orientalischen Amberbaumes (Liquidambar orientalis). Im Verlauf von vier Jahren entdeckte er 1839, dass nach Destillation aus dem Naturprodukt eine klare Flüssigkeit entstand, die er als Styrol bezeichnete. Beim Erhitzen verdampfte diese Flüssigkeit nicht, sondern nahm eine gelatinöse Konsistenz an. Mit dem Wissen seiner Zeit vermutete Simon, dass eine Oxidation stattgefunden hatte und nannte das Ergebnis "Styroloxyd" (Styroloxid).
Im Jahr 1845 erkannten John Blyth und August Wilhelm von Hofmann, dass das Styrol nicht oxidiert ist, sondern ein neues Material entstanden war mit der gleichen chemischen Zusammensetzung wie Styrol, sie benannten das Styroloxyd deshalb in Metastyrol um. Des Weiteren konnten sie zeigen, dass aus Metastyrol wieder Styrol gebildet werden kann. Nach weiteren zwanzig Jahren fand Marcelin Berthelot 1866 heraus, dass die Bildung von Metastyrol aus Styrol eine Polymerisation darstellte. Weitere Forschungen machten deutlich, dass die Erwärmung des Styrols eine Kettenreaktion auslöst und sich Makromoleküle bilden. Das Produkt wird seit dem 20. Jahrhundert als Polystyrol bezeichnet.